# منتخب هونغ كونغ تحت 17 سنة لكرة القدم
منتخب هونغ كونغ تحت 17 سنة لكرة القدم (بالصينية: 香港17歲以下足球代表隊)، هي منتخب قومي لكرة القدم لمن يلعب تحت سن 17 سنة في هونغ كونغ، لعبت هونغ كونغ في تصفيات كأس آسيا تحت 17 سنة لعدة مرات ولم توفق في التأهل للنهائيات، كما لم تفلح في التأهل لكأس العالم تحت سن 17 سنة.